# Erich von Gotha
Erich von Gotha, pseudonimo di Robin Ray (Londra, 1924), è un disegnatore di fumetti erotici britannico conosciuto a livello internazionale.
Inizia la sua carriera durante gli anni settanta disegnando per la rivista Torrides, distinguendosi per la connotazione e le tematiche a forte connotazione sadomaso.
Le sue opere più famose sono:
- Storia di Twenty
- Prigione speciale
- Il sogno perverso di Cecilia
- Le disavventure di Janice